# Partido Comunista da Bielorrússia
O Partido Comunista da Bielorrússia (CPB; em russo:  Коммунисти́ческая па́ртия Белару́си, transl. Kommunisticheskaya Partiya Belarusi; em bielorrusso:  Камуністы́чная па́ртыя Белару́сі, transl. Kamunistyčnaja Partyja Bielarusi) é um partido político comunista e marxista-leninista da Bielorrússia. O partido foi criado em 1996, e apóia o governo do presidente Alexander Lukashenko. O líder do partido é Aliaksiej Sokal. O partido teve mais assentos na Assembleia Nacional do que qualquer outro partido desde as eleições parlamentares bielorrussas de 2000, a primeira eleição nacional em que participou.